# Île-aux-Moines
Île-aux-Moines (in bretone: Enizenac'h) è un'isola e - dal punto di vista amministrativo - un comune francese di 610 abitanti situato nel dipartimento del Morbihan, nella regione della Bretagna.
È l'isola più grande del Golfo del Morbihan.

## Società

### Evoluzione demografica
Abitanti censiti